# Жюльєн Джозефсон
Жюльєн Джозефсон (англ. Julien Josephson; 24 жовтня 1881 — 14 квітня 1959) — американський сценарист. Його кар'єра тривала з 1914 по 1943 рік.

## Життєпис
Жюльєн Джозефсон народився у місті Роузбург, штат Орегон. Джозефсон був добре відомий за його адаптації театральних творів для німих кінострічок, таких як п'єса Оскара Уайльда Віяло леді Віндермір (1925) та роман Мері Робертс Райнхарт і Евері Гопвуда Кажан (1926). Він був номінований на премію «Оскар» за найкращий адаптований сценарій до фільму Дізраелі (1929).
Жюльєн Джозефсон помер 14 квітня 1959 року в Лос-Анджелесі, штат Каліфорнія.

## Вибрана фільмографія
- Небезпечна крива попереду / Dangerous Curve Ahead (1921)
- Вверх ногами / Head Over Heels (1922)
- Вузька вулиця / The Narrow Street (1925)
- Морський орел / The Eagle of the Sea (1926)
- Кажан / The Bat (1926)
- Корабель припливає / A Ship Comes In(1928)
- Виконуйте свій обов'язок / Do Your Duty (1928)
- Дізраелі / Disraeli (1928)
- Зелена богиня / The Green Goddess (1930)
- Людина, яка грала бога / The Man Who Played God (1932)
- Крихітка Віллі Вінкі / Wee Willie Winkie (1937)
- Стенлі і Лівінгстон / Stanley and Livingstone (1939)